# Мур (лунный кратер)
Кратер Мур (лат. Moore), не путать с кратером Мур на Венере, — большой ударный кратер в северном полушарии обратной стороны Луны. Название присвоено в честь американского астронома Джозефа Мура (1878—1949) и утверждено Международным астрономическим союзом в 1970 г. 

## Описание кратера
Ближайшими соседями кратера являются кратер Шампольон на западе; кратер Винклер на севере; кратер Эрлих на северо-востоке; кратер Парсонс на востоке и кратер Лармор на юге-юго-западе. Селенографические координаты центра кратера 37°15′ с. ш. 177°33′ з. д. / 37,25° с. ш. 177,55° з. д., диаметр 52,7 км, глубина 2,4 км.
Кратер Мур имеет полигональную форму и значительно разрушен. Вал сильно сглажен, лучше всего сохранилась восточная часть вала. Внутренний склон вала террасовидной структуры. Высота вала над окружающей местностью 1160 м, объем кратера составляет приблизительно 2400 км³. Дно чаши пересеченное, отмечено множеством кратеров различного размера.

## Сателлитные кратеры
| Мур | Координаты                                              | Диаметр, км |
| --- | ------------------------------------------------------- | ----------- |
| F   | 37°17′ с. ш. 174°58′ з. д. / 37,29° с. ш. 174,97° з. д. | 23,8        |
| L   | 36°04′ с. ш. 177°01′ з. д. / 36,06° с. ш. 177,01° з. д. | 24,6        |

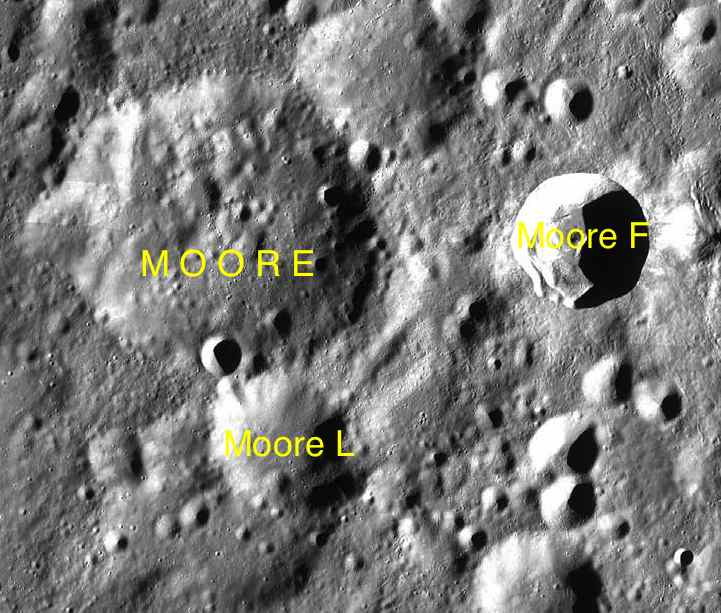
Фрагмент карты LAC-33.

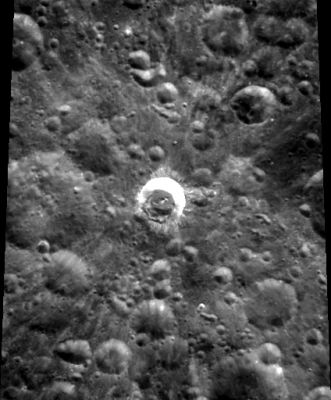
Сателлитный кратер Мур F. Снимок зонда Clementine.

- Сателлитный кратер Мур F имеет систему лучей.